# Juan Machuca
Pour les articles homonymes, voir Machuca.
Juan Salvador Machuca Valdés, né le 7 mars 1951 à Santiago au Chili, est un footballeur international chilien qui évoluait au poste de défenseur.

## Biographie

### Carrière en club
Juan Machuca réalise l'intégralité de sa carrière à l'Unión Española. Il joue avec cette équipe 365 matchs au sein du championnat du Chili entre 1970 et 1983, inscrivant 5 buts.
Il remporte avec cette équipe trois championnats du Chili, et atteint la finale de la Copa Libertadores en 1975, en étant battu par le CA Independiente.

#### Carrière en sélection
Juan Machuca joue 21 matchs en équipe du Chili, sans inscrire de but, entre 1972 et 1977. 
Il figure dans le groupe des sélectionnés lors de la Coupe du monde de 1974, puis lors de la Copa América de 1975. Lors de la phase finale du mondial organisé en Allemagne, il ne joue aucun match. Il dispute toutefois trois matchs comptant pour les tours préliminaires de cette compétition.

## Palmarès
Universidad de Chile
| - Championnat du Chili (3) : - Champion : 1973, 1975 et 1977. - Vice-champion : 1970, 1972 et 1976. - Coupe du Chili : - Finaliste : 1977. |  | - Copa Libertadores : - Finaliste : 1975. |